# Justin Hubner
Justin Quincy Hubner (sinh ngày 14 tháng 9 năm 2003) là một cầu thủ cầu thủ bóng đá chuyên nghiệp hiện thi đấu ở vị trí trung vệ cho câu lạc bộ tại Eredivisie là Fortuna Sittard. Sinh ra ở Hà Lan, anh thi đấu cho đội tuyển bóng đá quốc gia Indonesia.

## Đầu đời
Sinh ra ở 's-Hertogenbosch, anh từng thi đấu ở đội trẻ của Willem II và Brabant United, anh cũng thi đấu cho đội bóng quê nhà Den Bosch.

## Sự nghiệp câu lạc bộ

### FC Den Bosch
Khi còn là cầu thủ trẻ, Hubner gia nhập học viện trẻ của câu lạc bộ hạng hai Hà Lan Den Bosch.

### Wolverhampton Wanderers
Vào tháng 2 năm 2020, Hubner gia nhập câu lạc bộ Ngoại hạng Anh, Wolverhampton Wanderers từ Den Bosch, với câu lạc bộ mới mô tả anh là một trung vệ lệch trái sẽ gia nhập đội học viện của họ. Vào ngày 1 tháng 2 năm 2023, Wolves thông báo về việc Hubner đã ký hợp đồng mới có thời hạn hai năm rưỡi, giữ anh ở lại câu lạc bộ đến tháng 6 năm 2025.
Ngày 2 tháng 12 năm 2023, anh lần đầu được triệu tập lên đội một Wolverhampton cho trận đấu tại Premier League, gặp Arsenal.

#### Cho mượn đến Cerezo Osaka
Ngày 12 tháng 3 năm 2024, Hubner gia nhập câu lạc bộ J1 League Cerezo Osaka theo dạng cho mượn kéo dài một mùa giải.
Này 16 tháng 7 năm 2024, hợp đồng cho mượn của Hubner đã bị Cerezo chấm dứt sớm và anh trở lại Wolves. Anh đã có 6 lần ra sân ở J1 League và 2 lần ra sân ở J.League Cup.
Ngày 6 tháng 6 năm 2025, Wolverhampton Wanderers xác nhận sẽ chia tay Justin Hubner khi mùa giải 2024–25 khép lại. Hợp đồng giữa hai bên kết thúc vào ngày 30 tháng 6 năm 2025, và kể từ ngày 1 tháng 7 cùng năm, anh trở thành cầu thủ tự do.

### Fortuna Sittard
Ngày 29 tháng 7 năm 2025, Hubner trở lại Hà Lan và chính thức gia nhập câu lạc bộ Eredivise Fortuna Sittard, ký bản hợp đồng ba năm, kèm theo tùy chọn gia hạn thêm một năm.

## Sự nghiệp quốc tế

### Tuyển trẻ Hà Lan
Hubner đã đại diện cho đội tuyển bóng đá U-19 Hà Lan. Ngày 25 tháng 3 năm 2023, anh thi đấu cho U-20 Hà Lan trong trận giao hữu với U-20 Pháp.

### Indonesia
Tháng 10 năm 2022, Hubner được gọi lên đội tuyển U-20 Indonesia. Huấn luyện viên đội tuyển quốc gia Indonesia Shin Tae-yong đã chỉ ra việc lựa chọn Rafael Struick, Ivar Jenner và Hubner là những cầu thủ thi đấu ở nước ngoài trước thềm Cúp bóng đá châu Á 2023 và việc Indonesia đăng cai Giải vô địch bóng đá U-20 thế giới 2023.
Tháng 11 năm 2022, Hubner tham gia cùng đội tuyển U-20 Indonesia tại trại huấn luyện ở Thổ Nhĩ Kỳ vào tháng 11 năm 2022. Anh thi đấu cho U-20 Indonesia trong hai trận giao hữu, bao gồm gặp U-20 Pháp (ngày 19 tháng 11) và U-20 Slovakia (ngày 21 tháng 11).

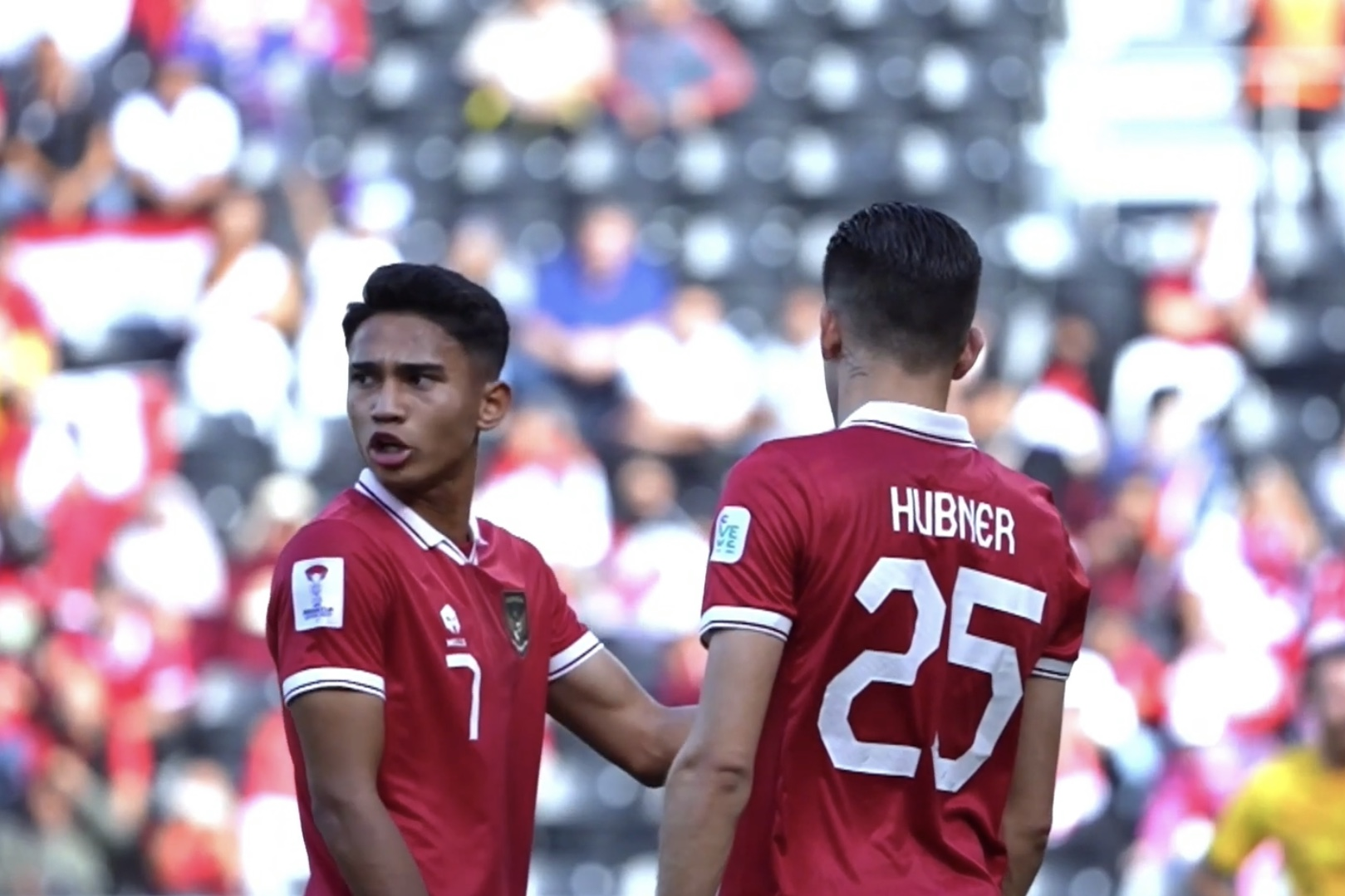
Hubner (phải) thi đấu cho Indonesia trong trận đấu với Úc tại Cúp bóng đá châu Á 2023

Ngày 2 tháng 1 năm 2024, Hubner có trận đầu tiên khoác áo đội tuyển quốc gia Indonesia trong trận giao hữu với Libya. Ngày 15 tháng 1, anh ra mắt chính thức tại Asian Cup 2023 trong trập gặp Iraq. Nơi mà đội tuyển Indonesia lần đầu giành vé vào vòng loại trực tiếp giải đấu và dừng bước ở đó khi họ thua trước Úc.
Tháng 4 năm 2024, Hubner được điền tên vào đội hình U-23 Indonesia tham dự Giải vô địch bóng đá U-23 châu Á 2024 tại Qatar. Ngày 18 tháng 4, anh ra mắt U-23 Indonesia trong trận thắng 1–0 trước U-23 Úc dù trước đó một ngày anh thi đấu tròn vẹn 90 phút cho Cerezo Osaka ở J.League Cup.

## Cuộc sống cá nhân
Mẹ của Hubner là người Hà Lan trong khi bố của anh là người Indonesia, có gia đình ở Jakarta và Makassar, còn bà nội của anh đến từ Bandung. Ngày 3 tháng 11 năm 2023, ông Erick Thohir, chủ tịch liên đoàn bóng đá Indonesia trả lời với báo chí rằng Hubner sẽ được nhập quốc tịch Indonesia.
Ngày 6 tháng 12 năm 2023, Hubner chính thức có quốc tịch Indonesia sau khi thực hiện lễ tuyên thệ, đây là yêu cầu cuối cùng để cầu thủ nhập tịch trở thành công dân Indonesia.

## Thống kê sự nghiệp
Tính đến ngày 26 tháng 3 năm 2024
| Đội tuyển quốc gia | Năm       | Trận | Bàn |
| ------------------ | --------- | ---- | --- |
| Indonesia          | 2024      | 9    | 0   |
| Tổng cộng          | Tổng cộng | 9    | 0   |